# Élections législatives de 1993 à Saint-Pierre-et-Miquelon
Les élections législatives françaises de 1993 se déroulent les 21 et 28 mars. Dans le territoire de Saint-Pierre-et-Miquelon, un député est à élire dans le cadre d'une circonscription.

## Élus
| Circonscription        | Député sortant | Parti | Parti     | Député élu ou réélu | Parti | Parti     |
| ---------------------- | -------------- | ----- | --------- | ------------------- | ----- | --------- |
| Circonscription unique | Gérard Grignon |       | UDF (CDS) | Gérard Grignon      |       | UDF (CDS) |

## Positionnement des partis
Les candidats d'alliance RPR-UDF et divers droite se présentent sous la bannière de l'Union pour la France et ceux du Parti socialiste derrière l'Alliance des Français pour le Progrès. Par ailleurs, Les Verts et Génération écologie s'unissent sous l'étiquette Entente des écologistes.

## Résultats

### Résultats à l'échelle de la collectivité
|                | Union pour la démocratie française | 2 493 | 73,78  | 1 |  |  |
|                | Rassemblement pour la République   | 886   | 26,22  | 0 |  |  |
|                | Divers droite                      | 0     | 0      | 0 |  |  |
|                | Union pour la France               | 3 379 | 100,00 | 1 |  |  |
|                |                                    |       |        |   |  |  |
| Inscrits       | Inscrits                           | 4 264 | 100,00 | 1 |  |  |
| Abstentions    | Abstentions                        | 726   | 17,03  |   |  |  |
| Votants        | Votants                            | 3 538 | 82,97  |   |  |  |
| Blancs et nuls | Blancs et nuls                     | 159   | 4,49   |   |  |  |
| Exprimés       | Exprimés                           | 3 379 | 95,51  |   |  |  |

### Résultats par circonscription
|                | Gérard Grignon sortant réélu | UDF (CDS)      | 2 493 | 73,78  |  |  |  |
|                | Michel Massouty              | RPR            | 886   | 26,22  |  |  |  |
|                | Hervé Causse                 | Divers droite  | 0     | 0      |  |  |  |
|                |                              |                |       |        |  |  |  |
| Inscrits       | Inscrits                     | Inscrits       | 4 264 | 100,00 |  |  |  |
| Abstentions    | Abstentions                  | Abstentions    | 726   | 17,03  |  |  |  |
| Votants        | Votants                      | Votants        | 3 538 | 82,97  |  |  |  |
| Blancs et nuls | Blancs et nuls               | Blancs et nuls | 159   | 4,49   |  |  |  |
| Exprimés       | Exprimés                     | Exprimés       | 3 379 | 95,51  |  |  |  |